# Buick Electra
La Electra è un'autovettura prodotta dalla Buick dal 1959 al 1990. Dal lancio al 1977, fece parte della categoria di vetture full-size, mentre successivamente passò a quella dei modelli mid-size. Nel 2020 il nome Electra viene utilizzato per il concept di un'auto elettrica Buick con il nuovo linguaggio stilistico del marchio.

## La prima serie: 1959–1960

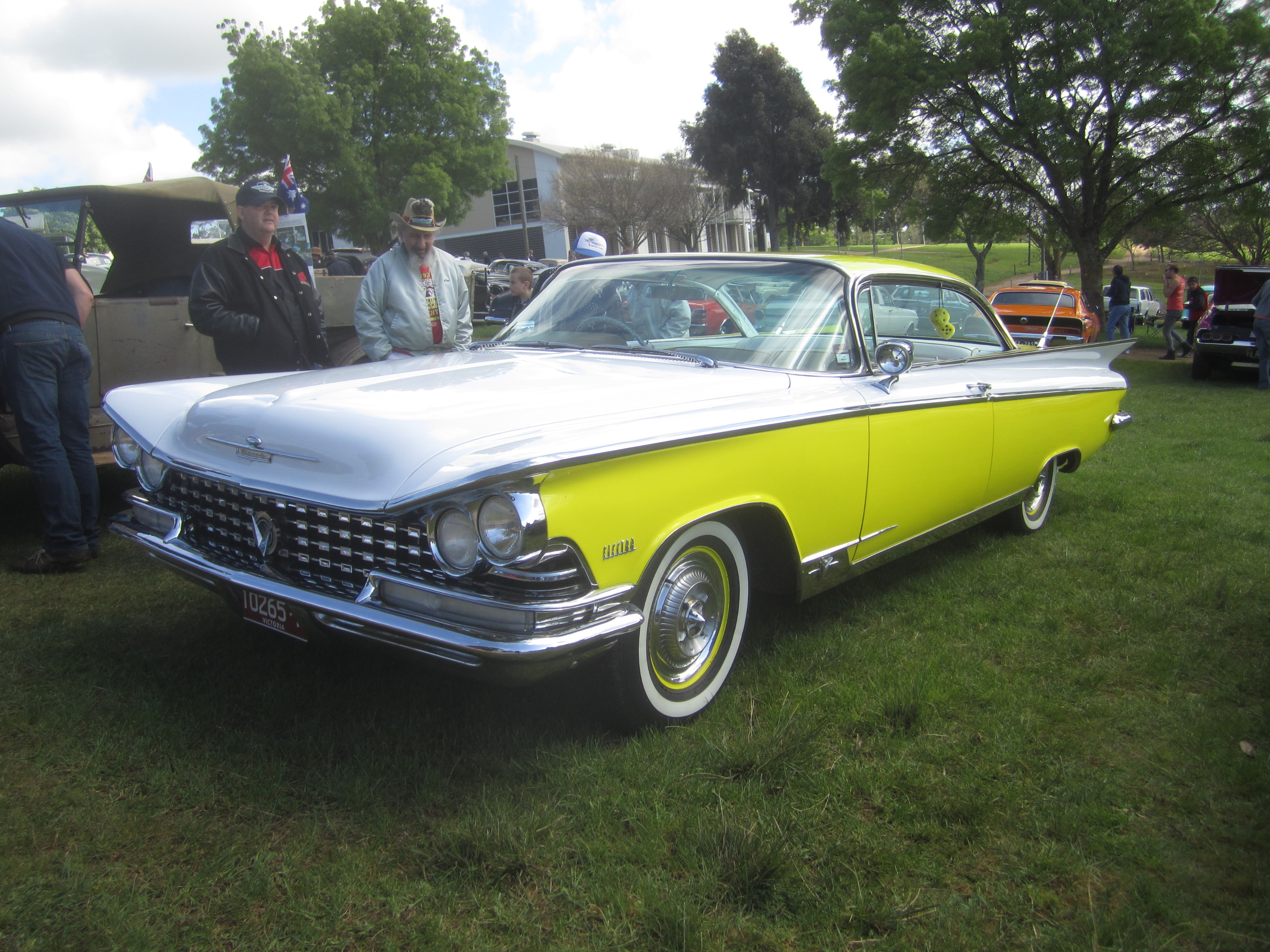
Una Buick Electra hardtop del 1959

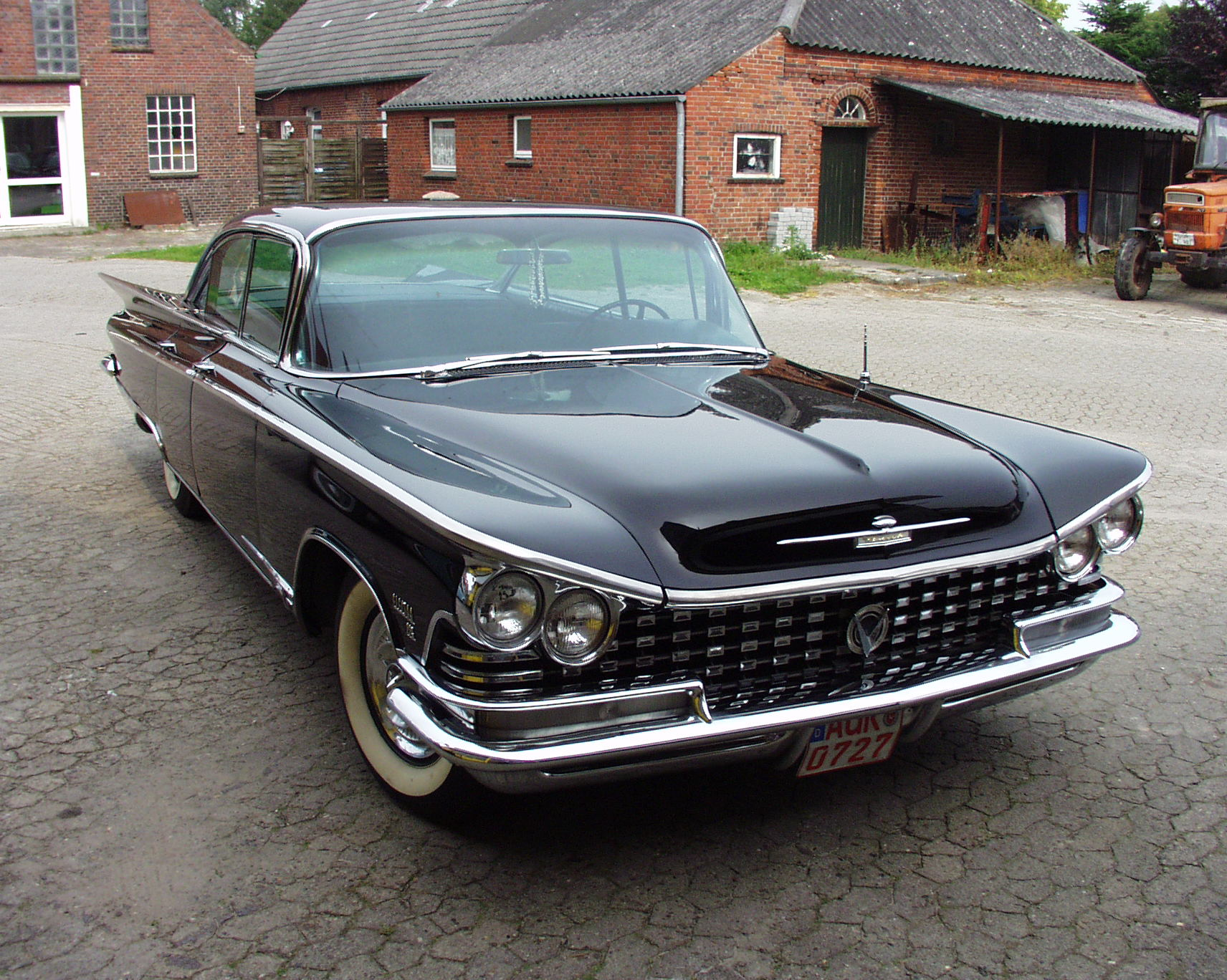
Una Buick Electra 225 MY 1959

Prima del 1959, la Roadmaster e la Limited costituivano il livello superiore della gamma Buick. Nell'anno menzionato, i due modelli vennero rinominati, rispettivamente, Electra e Electra 225.
Il nome Electra 225 era un riferimento alla lunghezza della vettura (225 pollici, cioè 5.715 mm). L'Electra 225 Riviera era al top della gamma e condivideva il tettuccio hardtop con la Cadillac Fleetwood. La Buick utilizzò il nome "Riviera" dal model year 1949 per un allestimento di alto livello caratterizzato da una carrozzeria hardtop.
Era disponibile un solo tipo di motore, vale a dire un V8 da 6.572 cm³ di cilindrata erogante 325 CV di potenza a 4.400 giri al minuto. Anche la scelta riferita al cambio era limitata ad una sola trasmissione, vale a dire la Dynaflow automatica a due rapporti. Il motore era montato anteriormente, mentre la trazione era posteriore.
Basata sul pianale C della General Motors, questa generazione di Electra venne assemblata a South Gate, Wilmington, Atlanta, Kansas City, Framingham, Flint, Linden e Arlington.
In due anni di produzione, di questa prima serie di Electra ed Electra 225 vennero prodotti 121.807 esemplari.

## La seconda serie: 1961–1964

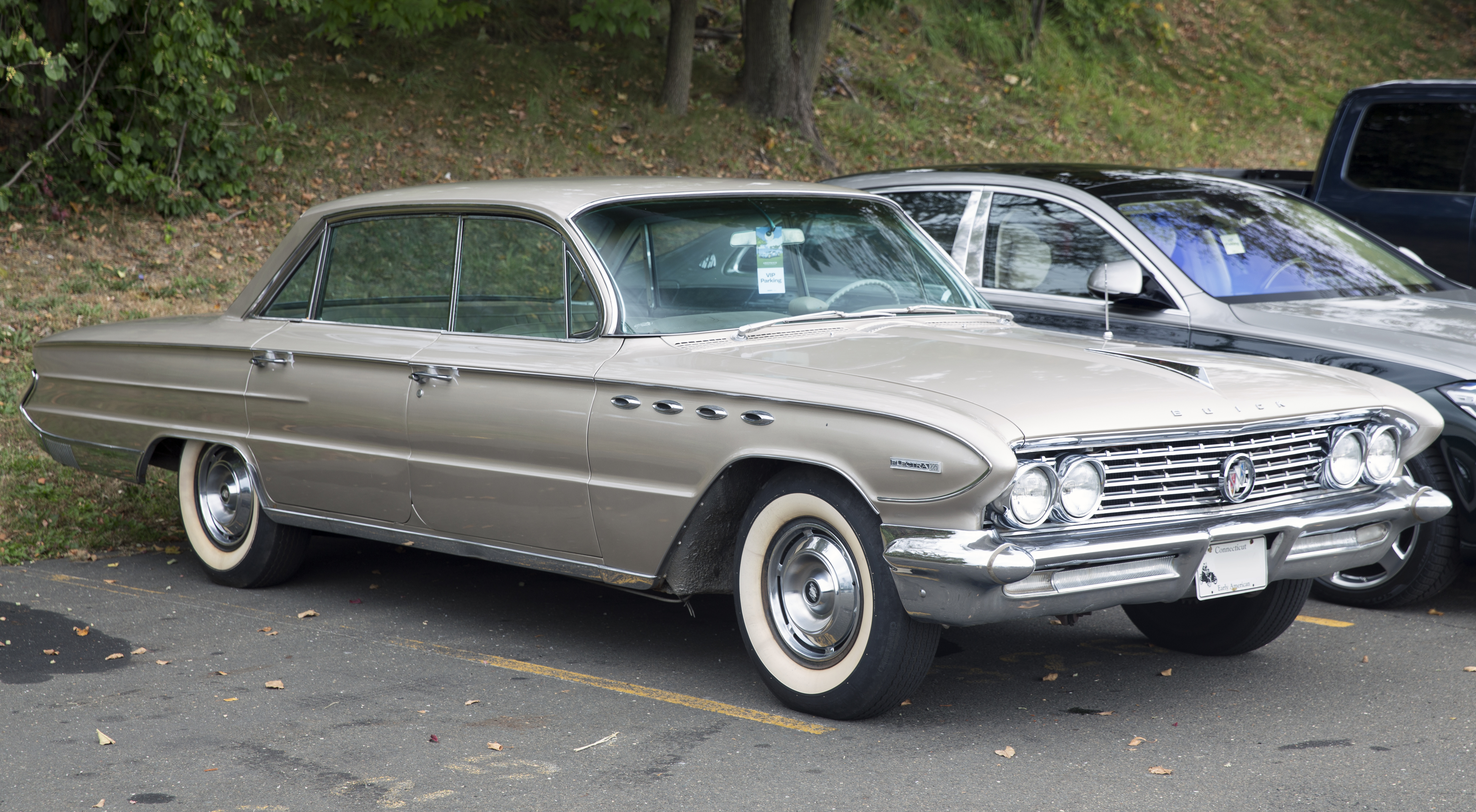
Una Buick Electra hardtop del 1961

La Electra, insieme alla LeSabre, fu riprogettata nel 1961. In occasione di questo importante aggiornamento, vennero ridotte drasticamente le pinne posteriori.
La Buick tolse dal mercato la Electra alla fine del 1961, lasciando sui mercati la sola Electra 225. La Buick fece uscire di produzione anche la Electra 225 Riviera, promuovendo il nome Riviera come modello a sé stante dal 1963.
Fu sempre montato di serie il cambio automatico. Fino al 1963 le vetture erano equipaggiate da una trasmissione automatica Dynaflow Twin Turbine a due rapporti (il Triple Turbine fu disponibile nel 1959). Dal 1964 fu invece montato il cambio automatico THM 400 a tre marce. L'unico motore disponibile era il medesimo di quello della serie precedente, vale a dire un V8 da 6.572 cm³ di cilindrata. Il motore era montato anteriormente, mentre la trazione era posteriore.
Basata sul pianale C della General Motors, questa generazione di Electra venne prodotta negli stessi stabilimenti dove fu assemblata la prima serie.
Nel 1964 venne eseguito un leggero restyling che toccò soprattutto il paraurti e le luci posteriori. In quattro anni, di questa generazione di Electra ed Electra 225 furono assemblati 238.208 esemplari.

## La terza serie: 1965–1970

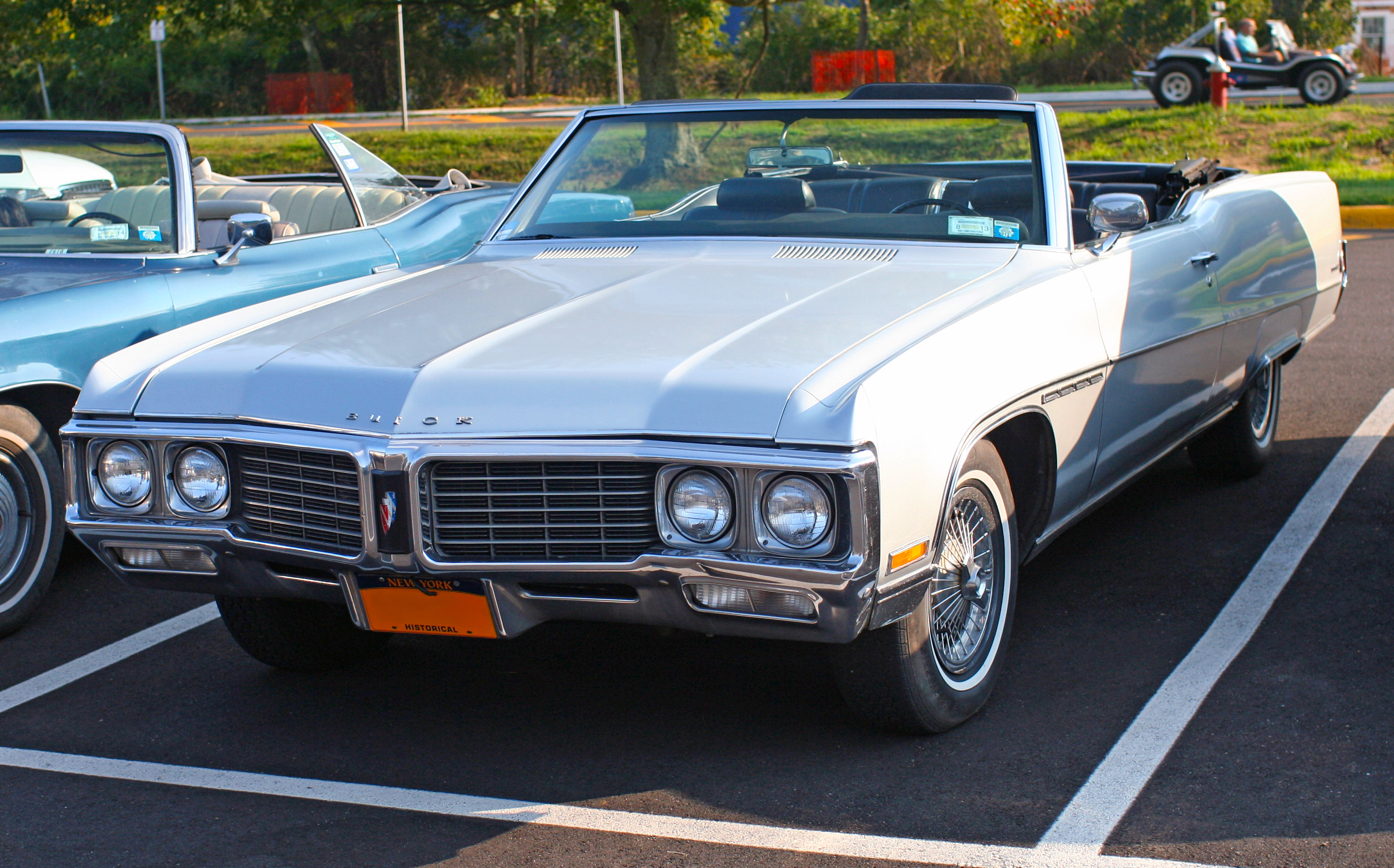
Una Buick Electra 225 cabriolet del 1970

I modelli General Motors vennero sottoposti ad un importante restyling nel 1965. Grazie ad esso la linea delle vetture venne associata ad una bottiglia di Coca-Cola. Inoltre, il tettuccio sui modelli coupé aveva un profilo fastback e la carrozzeria a sei finestrini fu eliminata poiché la General Motors volle dare maggior enfasi alla versione lusso, costituita dalle versioni a quattro porte con hard-top. Nel 1965 la Buick cambiò strategia di marketing e cominciò ad offrire la Electra 225 in due livelli di allestimento, "base" e "Custom". Dal 1967 all'offerta venne aggiunto, sulla Electra 225 Custom quattro porte hard-top e successivamente anche sulla versione due porte hard-top, l'allestimento opzionale "Limited". L'allestimento Limited richiamava un modello prodotto dalla Buick prima della seconda guerra mondiale che era caratterizzato da finiture particolarmente lussuose, e che rappresentava il modello al top di gamma della casa automobilistica statunitense dell'epoca.
I tergicristalli divennero a scomparsa nel 1968, mentre nel 1969 vi fu l'eliminazione dei deflettori dai finestrini anteriori e delle carenature ai parafanghi.
Le Electra prodotte dal 1959 al 1966 erano mosse dal motore V8 da 6,6 L di cilindrata. Dal 1964 al 1966 era disponibile una versione del motore citato che aveva una cilindrata di 6,9 L. Dal 1967 il modello ebbe in dotazione un nuovo motore V8 da 7 L. Nel 1970 quest'ultimo fu sostituito da un propulsore da 7,5 L. Era disponibile solamente un tipo di cambio, il TH-400 automatico a tre rapporti. Il motore era montato anteriormente, mentre la trazione era posteriore.
Basata sul pianale C della General Motors, questa generazione di Electra venne prodotta solamente nello stabilimento di Flint, dove vennero assemblati 699.472 esemplari.

## La quarta serie: 1971–1976

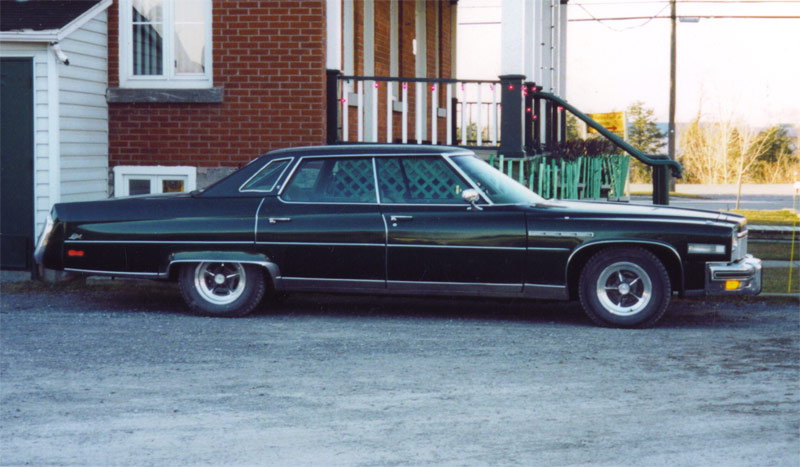
Una Buick Electra 225 Limited del 1975

Nel 1971, come gli altri marchi appartenenti alla General Motors, anche la Buick rivide completamente i propri modelli basati sui pianali B e C. Questi modelli full-size risultarono più larghi e pesanti di quelli precedenti al restyling. La linea ora era più arrotondata e il cofano fu allungato. Inoltre, venne aumentato l'uso delle superfici vetrate. L'unica versione di Electra prodotta dal 1971 al 1973 era hard-top, dato che furono tolte dal mercato le versioni berlina e cabriolet. Nel 1974, la Buick introdusse, nella gamma dell'Electra Limited, la versione coupé. Essa fu però poco popolare a causa del prezzo.
Nel 1974 vennero introdotti tra gli optional gli airbag lato passeggero e guidatore, che furono però impopolari a causa del prezzo. Tra le opzioni, era anche offerto il Max Trac, cioè una prima forma di controllo di trazione. Dall'inizio del 1974, la tappezzeria in pelle fu offerta tra gli optional sulle Electra Limited. Nell'occasione, gli alzacristalli elettrici ed il sedile del guidatore regolabile elettricamente furono disponibili di serie.
Nel 1976, il modello venne sottoposto ad un live restyling, nell'occasione del quale furono rivisti la calandra ed i paraurti.
Questa serie di Electra era dotata di un solo tipo di motore, vale a dire un V8 da 7,5 L di cilindrata. Questo propulsore fu tolto dall'offerta a favore di propulsori più piccoli ed efficienti. Ciò fu fatto per venire incontro alle nuove norme per il contenimento dei consumi dei motori conseguenti alla crisi energetica del 1973. Inoltre, in quegli anni erano entrate in vigore delle normative più stringenti sulle emissioni inquinanti.
Era disponibile solamente un tipo di cambio, il TH-400 automatico a tre rapporti. Il motore era montato anteriormente, mentre la trazione era posteriore.
Basata sul pianale C della General Motors, questa generazione di Electra venne prodotta solamente nello stabilimento di Flint, dove furono assemblati 794.833 esemplari.

## La quinta serie: 1977–1984

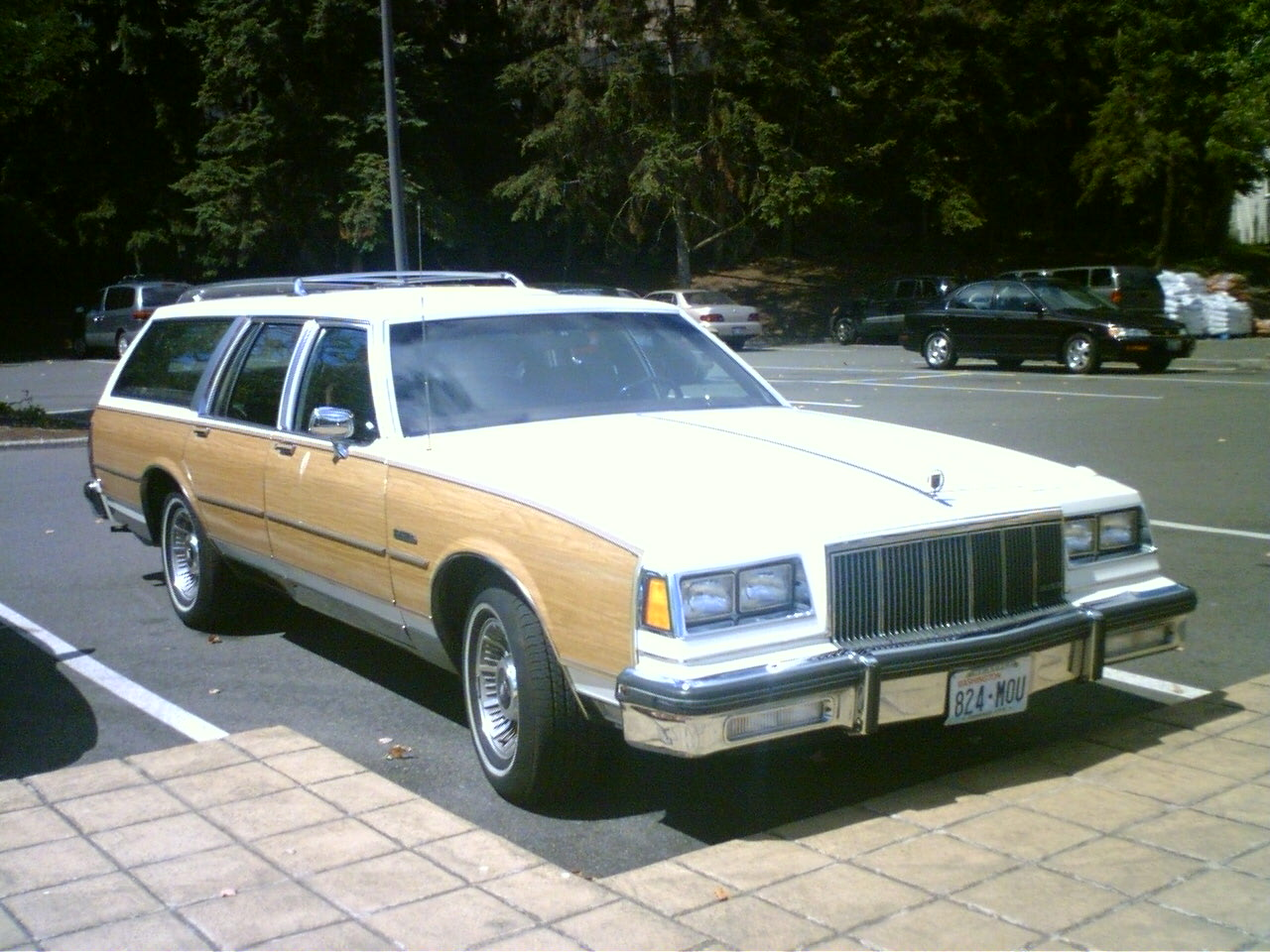
Una Buick Electra familiare del 1982

La General Motors rimpicciolì tutti i propri modelli basati sul pianale C nel 1977, e l'Electra non fu un'eccezione. In occasione di questo rimpicciolimento, la Electra passò alla categoria di mid-size perdendo 279 mm in lunghezza, oltre che svariati chilogrammi in peso. La vettura fu totalmente riprogettata, ma erano ancora offerte le versioni 225, Park Avenue e Limited. L'opzione della console del pacchetto Park Avenue venne eliminata, e non tornò più sulla Electra a trazione posteriore. Il rimpicciolimento del modello portò ad un incremento delle vendite, con 161.627 esemplari commercializzati nel 1977.
Il motore V8 big-block da 7,5 L di cilindrata fu tolto dall'offerta. Il propulsore base era adesso un V8 Buick da 5,7 L con carburatore quadruplo corpo. Il motore Diesel Oldsmobile da 6,6 L fu opzionale dal 1977 al 1979. Invece il motore Diesel da 5,7 L, sempre dell'Oldsmobile, fu sui listini dal 1980.
Una calandra differente fu l'unica novità del 1978, ma il 1979 vide l'arrivo di una nuova coda con creste sulla zona superiore e di nuovi gruppi ottici posteriori caratterizzati da una linea argentata che li divideva orizzontalmente. Gli aggiornamenti effettuati nel 1980 riportarono lo stile della vettura al 1977, anche se la nuova calandra possedeva dei listelli verticali. Il 1981 vide pochi cambiamenti, tranne una calandra ridisegnata e dei nuovi gruppi motopropulsori. Più precisamente, il V8 Buick da 5,7 L fu tolto dai listini a favore di un V6 Buick da 4,1 L. Come sopra accennato, venne aggiunto all'offerta un motore Diesel Oldsmobile da 5,7 L. Il motore diesel Oldsmobile da 6,6 L era ancora disponibile. Erano offerti due tipi di cambio, il THM200-4R automatico a tre rapporti ed il TH350 a tre marce. Il motore era montato anteriormente, mentre la trazione era posteriore.
Basata sul pianale C della General Motors, questa generazione di Electra venne prodotta solamente nello stabilimento di Flint, dove furono assemblati circa 802.000 esemplari.
Dal 1981, le Electra non avevano più le quattro finte prese d'aria, e questa fu una novità assoluta, dato che esse erano presenti fin dal lancio del modello. La top di gamma, l'Electra Park Avenue, continuò a mostrare quattro piccoli affossamenti adesivi sulle modanature cromate all'altezza dei parafanghi anteriori, fino a che nel 1985 anche questi scomparvero. La produzione di questa serie di Eelctra terminò nell'aprile del 1984. Tecnicamente, questo fu l'ultimo anno del pianale C a trazione posteriore della General Motors. Questa piattaforma fu rinominata pianale D, e continuò la produzione su modelli sempre a trazione posteriore come la Cadillac Fleetwood Brougham, la Cadillac Brougham e la Cadillac Fleetwood.

## La sesta serie: 1985–1990

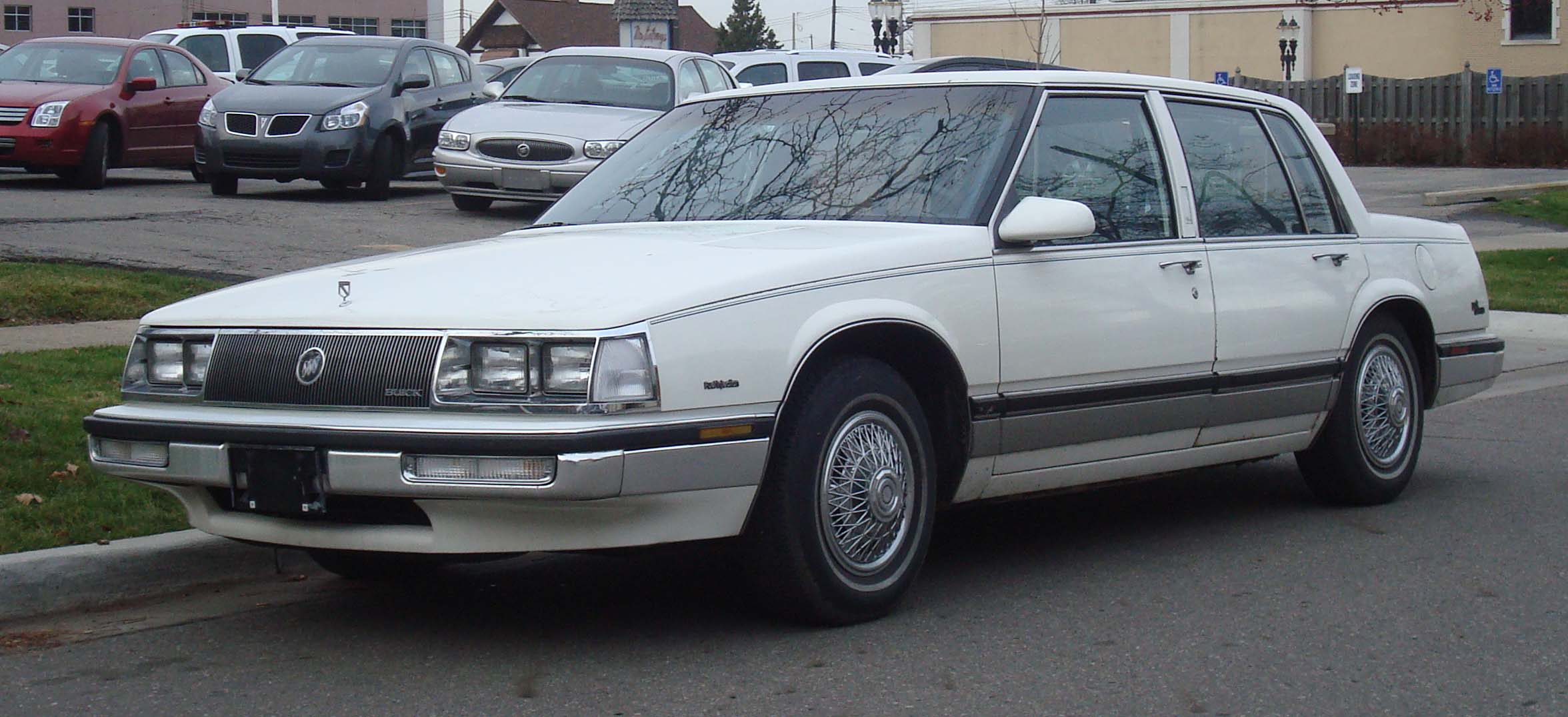
Una Buick Electra prodotta dal 1985 al 1986

Nel 1985 debuttò la sesta ed ultima serie della Electra. Questa nuova generazione era a trazione anteriore, ed era basata sul nuovo pianale C della General Motors. Rispetto alla serie precedente, il modello venne ulteriormente rimpicciolito. Inoltre, tutti i motori V8 delle generazioni precedenti furono tolti dai listini. Inizialmente, i propulsori disponibili furono un V6 da 3 L con alimentazione a carburatore ed un V6 da 3,8 L ad iniezione, che erano accoppiati al cambio automatico THM440-T4 a quattro marce (l'unico disponibile) con un rapporto overdrive di 0,70:1. Il motore era montato anteriormente. Fu anche disponibile un motore V6 Diesel Oldsmobile da 4,3 L.
Gli allestimenti disponibili per questa serie di Electra furono il Limited, il Park Avenue, il T-Type e, più tardi, il Park Avenue Ultra. Quest'ultimo era l'allestimento più lussuoso della gamma ed era essenzialmente un allestimento Park Avenue dagli accenti più lussuosi. Esso annoverava, tra l'altro, gli interni in pelle ed un tettuccio interno imbottito.
Una particolarità di questa serie di Electra che la distingueva dalla stragrande maggioranza delle vetture contemporanee adibite al trasporto passeggeri, fu il cofano motore incernierato anteriormente.
Questa generazione di Electra venne prodotta solamente nello stabilimento di Wentzville, dove furono assemblati 565.000 esemplari.
Sebbene le dimensioni esterne fossero rimaste immutate dal 1985 al 1990, questa serie di Electra fu oggetto di aggiornamenti continui. La modifica più importante fu nel 1987, quando al modello vennero sostituiti i quattro fanali anteriori in favore di gruppi ottici anteriori compositi.
Il nome Electra fu tolto dai listini alla fine del model year 1990. Dal 1991 la Park Avenue diventò un modello a sé stante.